# Josep Miró i Ardèvol
Josep Miró i Ardèvol (Barcelona, 1944) és un polític i enginyer agrícola català. Va estudiar Enginyeria Tècnica Agrícola a l'Escola d'Enginyeria Agroalimentària i de Biosistemes de Barcelona (EEABB) (en aquella època denominada Escuela de Peritos Agrícolas y de Especialidades Agropecuarias), i és diplomat en Ordenació Territorial (ESECCP). Ha ocupat diferents càrrecs directius en empreses com IBERING Enginyeria, S.A, o INTECASA SL.
En la seva joventut va ser membre de l'escoltisme laic. Va començar la seva activitat política amb la reconstitució de la Federació Nacional d'Estudiants de Catalunya (FNEC), el 1963. Va ser empresonat el 1969, jutjat per associació il·lícita pel TOP el 1971 i posteriorment absolt. Membre fundador d'Unió del Centre de Catalunya (UCC) fins a la seva integració a CDC (1978-1980). A les eleccions al Parlament de Catalunya de 1988 fou elegit diputat i fou nomenat Conseller d'Agricultura, Ramaderia i Pesca de la Generalitat de Catalunya del 1984 al 1989, i regidor de l'Ajuntament de Barcelona fins al 2002, càrrec que deixà per a fundar el grup e-cristians. Ha publicat diversos llibres on defensa els valors cristians a la societat actual, oposat al matrimoni entre homosexuals i col·labora amb diferents mitjans de comunicació.

## Obres
- Més enllà de l'autonomia (1997) Editorial Columna
- Aproximació a la política econòmica de la Generalitat de Catalunya: 1980-1983 (1984) Editorial Pòrtic